# Francisco Hernández de Córdoba (fundador de Nicaragua)
 Per consultar l'article sobre el conqueridor homònim descobridor de Yucatán, vegeu Francisco Hernández de Córdoba
Francisco Hernández de Córdoba (mort el 1526) fou un conqueridor espanyol, capità a les ordres de Pedrarias Dávila. Va néixer a Cabra (Còrdova), però no se'n coneix l'any. La moneda de Nicaragua, el Córdoba, és anomenat així en memòria seva.

## Biografia

### Naixement i primers anys
No es coneix la data de naixement ni les seves activitats fins que es va embarcar cap a Amèrica. En el catàleg de passatgers a Índies dels segles XVI, XVII i XVIII en el volum I (1508-1534), registrat amb el número 1.299 hi consta un Francisco Hernández, fill d'Alonso Hernández i d'Elvira Días, veïns de Cabra (Córdoba). La data d'embarcament fou el 10 de gener de 1517.
Tot i que el nom de Francisco Hernández o Fernández es repeteix en diverses ocasions entre els embarcats cap a Amèrica en la primera meitat del segle xvi, l'únic que encaixa és aquest. El descobridor del Yucatan, també anomenat Francisco Hernández de Córdoba, precisament va morir el 1517. D'altra banda, en el repartiment d'indis que es va fer a la ciutat de Panamà després de la fundació d'aquesta ciutat, 
"...a veinte y cinco días del mes de octubre de mill e quinientos e diecinueve años e las personas que en el parecieron e las que declararon so cargo de juramento que dellos e de cada uno dellos se recibyó es lo siguiente: Francisco Hernández alcalde hordinario en la dicha cibdad capitán de la guardia de su señoría dixo que a dos años poco más o menos que ha que vino a estas partes e a servido en ellas..."
Quant a la seva procedència social, atès que va ocultar els seus antecedents, tot sembla indicar que tenia alguna cosa que amagar, potser antecedents jueus, o un deute pendent amb la justícia, però no n'hi ha cap indici ni res del cert.

### Conquista de Nicaragua
El temps transcorregut entre l'arribada d'Hernández de Córdoba a Panamà i el 1519 fou emprat en diverses expedicions ("cabalgadas") amb finalitat lucrativa. L'objectiu fonamental era el rescat de metalls preciosos que fessin rendibles les expedicions. En alguna d'aquestes expedicions el seu nom apareix junt al de Vasco Núñez de Balboa.
Gil González Dávila, en virtut d'una capitulació de la Corona del 19 d'octubre de 1518, va explorar Nicaragua. El cronista Antonio de Herrera explica les dificultats inicials de l'expedició, que van fer que González Dávila anés per terra amb cent homes en busca de provisions i dos vaixells pilotats per Andrés Niño anessin per mar. Niño desembarcà a El Realejo, a la costa de Nicaragua, el 27 de febrer de 1523. Per l'interior Gil González va arribar fins al llac de Nicaragua, al que els espanyols anomenaven Mar Dulce, i en prengué possessió per a la Corona el 12 d'abril de 1523. Les dues expedicions van tornar a Panamà, on van arribar el 23 de juny de 1523. Van fondre el producte de l'expedició i la part del "quinto real" (tribut a la corona del 20%) va pujar a 112.524 pesos.
González Dávila volia organitzar una altra expedició, però el cobdiciós Pedrarias, en veure els beneficis obtinguts i que això podia posar en perill el seu poder a Castella d'Or, li va posar tots els impediments. González Dávila s'embarcà cap a l'Hispaniola i, des d'allí, cap a Hondures amb la intenció d'entrar a les terres recent descobertes pel nord. Com que Pedrarias tenia pretensions sobre aquestes terres, decidí organitzar una expedició pel seu compte, al capdavant de la qual hi va posar Francisco Hernández de Córdoba.
El cronista Herrera explica que mentre Gil González va escriure al rei una carta, el 6 de març de 1524, perquè li concedís la governació de les terres que acabava de descobrir i enviava a Espanya al capità Juan Pérez de Rezaba amb cinc vaixells amb més de cinquanta mil pesos d'or corresponents al "quinto real", Pedrarias va enviar a l'Hispaniola al capità Herrera per aconseguir homes i cavalls per fer una expedició a Nicaragua abans que Gil González. Com el capità Herrera tardava va organitzar l'expedició fundant una societat a Panamà el 22 de setembre de 1523, amb sis participacions de capital, de les quals Pedrarias en tenia dues i una el capità Hernández de Córdoba, a més hi havia d'altres socis. La societat duraria dos anys i després es repartirien els beneficis en proporció al capital aportat. Diversos socis van imposar a Hernández de Córdoba com a cap militar de l'expedició, malgrat la resistència dels veïns. No es coneix el perquè d'aquesta resistència, però sí l'animadversió d'alguns dels capitans que l'acompanyaven, com Hernando de Soto o Andrés Garabito. Van sortir amb tres o quatre vaixells (només es coneix el nom d'una galera anomenada Santiago), però se sap que també hi havia un bergantí. L'expedició constava de 229 homes. Segons Molina Argüello, la partida es va realitzar entre octubre i desembre de 1523.
En aquesta expedició Hernández de Córdoba va fundar la vila de Bruselas, poc després Granada, el 8 de desembre de 1524 i després León, prop del llac Cocibolca. Així ho explica el cronista Herrera
“Pobló una villa en el estrecho Dudoso, que llamó Bruselas, en el asiento de Urutina, que por una parte tenía los llanos, i por otra la Mar, i la otra la Sierra de las Minas. Pasó treinta leguas adelante, á la Provincia de Nequechari, adonde fundó la nueva ciudad de Granada, en la orilla de la Laguna... Pasó de Granada a la Provincia de Ymabite, dexando en medio la de Masaia, grande, i bien poblada. Llevó un Vergantín en piezas, con el qual hizo redescubrir y boxar toda la laguna i hallóse salida a un Río, por donde sangra, i no pudo navegar adelante el Vergantín, por haber muchas piedras, i dos Caudales, saltos mui grandes; pero confirmáronse, en que salía a la Mar del Norte.
En una carta de Pedrarias a l'emperador en què li explica les conquestes d'Hernández de Córdoba, li diu que tenint coneixement que hi havia alguns grups d'espanyols al nord, Hernández de Córdoba va enviar el capità Hernando de Soto a comprovar-ho. Eren els homes de Gil González que, des de Santo Domingo, havia organitzat una expedició per a desembarcar al continent per la costa d'Hondures sense tenir problemes amb Pedrarias. Gil González va fer presoners els homes de Soto i després els deixà en llibertat i es retiraren cap a la costa, on va aparèixer un altre grup d'espanyols comandats per Cristóbal de Olid, que s'havia separat de l'autoritat d'Hernán Cortés i havia decidit actuar per compte propi. Sembla que va arribar a un acord amb Gil González per enfrontar-se a Hernández de Córdoba i apoderar-se de Nicaragua.
Assabentat d'aquests fets, Hernán Cortés va enviar Francisco de las Casas per sotmetre a Olid, però després d'una sèrie d'enfrontaments, Olid va fer presoner a Las Casas i al mateix Gil González amb el que havia trencat el pacte firmat. Finalment, Olid va morir assassinat a mans de Gil González i Las Casas, mentre que Las Casas feia presoner Gil González. Quan van arribar notícies a La Española dels fets, l'Audiència de Santo Domingo va enviar un fiscal, Pedro Moreno, que va resoldre el plet a favor de Gil González, però quan es va dictar sentència ja havia estat deportat a Espanya (va arribar-hi a finals d'abril de 1526 i pocs mesos després va morir a Àvila).
En arribar a Trujillo (Hondures), el setembre de 1525, Cortés va saber que havia arribat fins a Naco un capità de l'expedició d'Hernández de Córdoba, Pedro de Garro, i poc després arribava a Olancho un altre dels capitans, Gabriel de Rojas. Segons el cronista Bernal Díaz del Castillo, Pedro de Garro estava buscant un port a la costa Atlàántica per salpar cap a Espanya i posar en coneixement de l'emperador la conquista de Nicaragua i aconseguir així el nomenament de governador per aquelles terres d'Hernández de Córdoba. Però això no es va fer mai. El capità Gonzalo de Sandoval, lloctinent de Cortés, que havia fet amistat amb Garro, li va indicar -segons Díaz del Castillo- que encarregués aquesta missió a Cortés.

### Mort d'Hernández de Córdoba
Aquests contactes entre Hernández de Córdoba i Hernán Cortés van desencadenar la seva mort. El suport de Cortés a Hernández de Córdoba no consta que fos explícit, però es veu a través de les ajudes indirectes de Cortés. Tots aquests fets van aixecar un gran recel a León, on hi havia homes com Hernando de Soto i Andrés Garabito que eren incondicionals de Pedrarias. La possible ajuda de Cortés no és certa, perquè ja havia tornat a Mèxic. Cortés va embarcar-se cap a la capital asteca el 25 d'abril de 1526 i, tot i que a Trujillo i restava Gonzalo de Sandoval, el ràpid desenvolupament dels esdeveniments fa impossible cap connexió d'aquest amb Hernández de Córdoba.
Segons Herrera, quan Cortés feia els preparatius per tornar a Mèxic li arribà una carta d'Hernández de Córdoba que li oferia obediència perquè
"por hallarse muy lexos de donde estaba Pedrarias, la gente castellana que tenía consigo no podria ser proveïda de muchas cosas, de que padecía mucha necesidad, i que por los puertos de Honduras, que estaban en su Governación, serían fácilmente proveidos, pues estaban tan cerca: pedíale, con insistencia, que le recibiese en su protección: todo porque imaginaba lo que después aconteció..."
Cortés només va deixar instruccions que se li donés el que necessités i li enviava algunes provisions: "Dos acémilas cargadas de herraje...", "ropas ricas para su vestir", "cuatro tazas y jarros de plata y otras joyas de oro".
Els capitans Hernando de Soto, Andrés Garabito i Francisco Compañón van posar aquestes relacions en coneixement de Pedrarias presentant-les com una deslleialtat. Els cronistes donen versions divergents. Pascual de Andagoya, defensor de Pedrarias diu que
"en este tiempo pasó el marqués del Valle (Cortés) cuando vino de Honduras por cerca de Nicaragua. Y el Francisco de Hernández, queriendo se desasir de Pedrarias, le envió a decir que viniese allí, y que le daría la tierra".
Francisco López de Gómara escriu que
"Pedrarias, como lo removieron de Castilla del Oro, se fue a Nicaragua, que la sentía en Gobernación, y degolló a Francisco Hernández, diciendo que trataba de alzársele con la tierra y el gobierno, por tratos que traía con Hernando Cortés; pero fue pretexto que tomó"
En qualsevol cas, Soto i Compañón s'enfrentaren a Hernández de Córdoba, al·legant infidelitat a Pedrarias amb una dotzena homes. Hernández va empresonar Soto a Granada i Compañón va fugir. Després va aconseguir alliberar Soto i va fugir a Panamà a posar en coneixement de Pedrarias els fets, que ja els coneixia per Juan Téllez, que el gener de 1526 havia fugit de Nicaragua amb un vaixell, des de l'illa de Chira, sense coneixement d'Hernández de Córdoba. Tellez trobà a Pedrarias, que havia sortit de Panamà, a Natá. No se sap el motiu, però era un magnífic pretext per acabar amb el conqueridor de Nicaragua. El cronista Herrera ho explica així:
"en llegando a la ciudad de León, prendió a Francisco Hernández, i le cortó la cabeza: cosa que dio mucho sentimiento a los amigos de Francisco Hernández, que negaban estar alzados, i afirmaban, que cuando lo estuviera, se defendiera de Pedrarias, de manera, que no le hubiera facilmente a sus manos"
No se sap quan va durar el judici, però van passar setmanes o mesos. En general, es dona com a data de l'execució el juny de 1526. L'execució fou injusta i així ho manifesta el cronista Gonzalo Fernández de Oviedo y Valdés que diu respecte a Hernández de Córdoba:
"...estaba bienquisto comunmente con todos los españoles, excepto de algunos capitanes particulares, que le enemistaron de tal manera con el Gobernador Pedrarias, que fue desde Panamá a le buscar, é le hiço un proceso á la soldadesca, é le hiço cortar la cabeça, é no sin pesar á los más de su muerte é con placer de los particulares enemigos...".
Semblant és el sentiment de fra Antonio de Remesal: "Francisco Hernández de Córdoba, valerosísimo capitán, fundador de la ciudad de Granada, en la Província de Nicaragua, y el que descubrió la mayor parte de ella y la pacificó; el año de mil quinientos veinte y seis murió degollado por Pedrarias Dávila con achaques de haberse rebelado, lo cual pareció siempre incierto, así por su testimonio y provanza como por la de la gente que traía consigo, que sintió su muerte con mucho extremo".
El cap d'Hernández de Córdoba va ser clavat a una estaca i exposat durant dies fins que va ser retirat sense conèixer-se la seva destinació. El cos va ser sepultat sense cap sota l'altar de l'església de la Mercè. El 1531 va morir Pedrarias i va ser enterrat al costat d'Hernández de Córdoba. En 1610, després d'una erupció volcànica, León va ser traslladat al lloc on actualment es troba. La ciutat va restar en ruïnes i es va anomenar León Viejo. El maig de 2000, els arqueòlegs de l'Instituto Nicaragüense de Cultura van localitzar l'altar de l'església de la Mare de Déu de la Mercè i dues tombes. A una de les restes li faltava el cap i l'altre corresponia a una persona d'elevada alçària, eren Hernández de Córdoba, la víctima, i Pedrarias, el seu botxí. Ambdós personatges van ser sepultats de nou a la plaça major. Hernández de Córdoba sota l'estàtua que durant molts anys havia estat a la catedral de Managua, i Pedrarias als peus d'Hernández de Córdoba.